# Aéroport international de Shenzhen Bao'an
L'aéroport international de Shenzhen Bao'an (chinois simplifié : 深圳宝安国际机场 ; chinois traditionnel : 深圳寶安國際機場 ; pinyin: Shēnzhèn Bǎo'ān Guójì Jīchǎng) anciennement dénommé aéroport de Shenzhen Huangtian (code IATA : SZX • code OACI : ZGSZ) est le principal aéroport qui dessert la ville de Shenzhen, dans la province du Guangdong, en république populaire de Chine.
Il est situé à une trentaine de kilomètres du centre de Shenzhen près de Huangtian et de Fuyong dans le district de Bao'an.
C'est le principal hub de Shenzhen Airlines et une escale importante pour China Southern Airlines.

## Présentation
L'aéroport a été mis en service le 12 octobre 1991. En 2006, selon les chiffres de la Administration de l'aviation civile de Chine (CAAC), l'aéroport s'est classé au cinquième rang des aéroports chinois avec 169 493 mouvements. 
Le 27 juillet 2011, la deuxième piste de 3 800 mètres a été inaugurée. Cette nouvelle piste est capable d'accueillir l'A380. 
Une piste supplémentaire (3 600 m × 60 m) gagnée sur la mer est achevée. Un nouveau terminal est en construction pour faire face à l’extension du trafic. Son ouverture est prévue courant 2012.
Le 28 novembre 2013, l'aéroport international a inauguré un nouveau terminal conçu en forme de nid d'abeille par les architectes italiens Doriana et Massimiliano Fuksas.

## Situation

### Carte des 50 premiers aéroports de Chine
| \| 500 km1:25 016 000 \| Baotou Canton Changchun Changsha Chengdu-CTU Chengdu-TFU Chongqing Dalian Fuzhou Guilin Guiyang Haikou Hailar Hangzhou Harbin Hefei Hohhot Jinan Jinghong Kunming Lanzhou Lhassa Lijiang Nanchang Nankin Nanning Ningbo Pékin · Capitale Pékin · Daxing Qingdao Quanzhou Sanya Shanghaï-Pudong Shanghaï-Hongqiao Shantou-Chaozhou-Jieyang Shenyang Shenzhen Shijiazhuang Taiyuan Tianjin Ürümqi Wenzhou Wuhan Suzhou Xiamen Xi'an Xining Yantai Yinchuan Zhengzhou Zhuhai-Jinwan |
| 500 km1:25 016 000 |

## Statistiques
Pour des raisons techniques, il est temporairement impossible d'afficher le graphique qui aurait dû être présenté ici.

Voir la requête brute et les sources sur Wikidata.

## Compagnies aériennes et destinations
| Compagnies                                           | Destinations |
| ---------------------------------------------------- | --- |
| AirAsia                                              | Kota Kinabalu, Kuala Lumpur, Kuching |
| Air China                                            | Pékin-Capitale, Chengdu-Shuangliu, Chongqing-Jiangbei, Daqing, Dazhou Heshi (en), Francfort, Guiyang, Hangzhou-Xiaoshan, Johannesbourg OR Tambo, Los Angeles, Shanghai-Pudong, Tianjin Binhai, Wuhan |
| Air China opéré par Dalian Airlines                  | Dalian-Zhoushuizi, Hefei |
| Asiana Airlines                                      | Séoul-Incheon |
| Chengdu Airlines                                     | Chengdu-Shuangliu, Zunyi (zh) |
| China Airlines                                       | Kaohsiung, Taïwan-Taoyuan |
| China Eastern Airlines                               | Bangkok-Suvarnabhumi, Pékin-Capitale, Changzhou, Ji'an, Baie de Jinzhou (en), Krabi, Kunming-Changshui, Lanzhou, Dehong Mangshi, Nanchang-Changbei, Nankin, Ningbo, Shanghai-Hongqiao, Shanghai-Pudong, Taiyuan-Wusu, Wuhan, Wuxi/Suzhou, Xi'an-Xianyang, Yantai, Yulin (en), |
| China Southern Airlines                              | - Bangkok-Suvarnabhumi, - Pékin-Capitale, - Bijie-Feixiong (en), - Changchun, - Changde Taohuayuan (en), - Changsha, - Changzhou, - Chengdu-Shuangliu, - Chongqing-Jiangbei, - Dalian-Zhoushuizi, - Dandong (en), - Denpasar-Bali, - Dubaï, - Ganzhou Huangjin, - Guangyuan Panlong, - Guiyang, - Haikou, - Hailar, - Hangzhou-Xiaoshan, - Hanoï-Nội Bài, - Hanzhong, - Harbin Taiping, - Hefei, - Hô Chi Minh Ville (Tân Sơn Nhất), - Hohhot, - Huangshan-Tunxi, - Djakarta-S.-Hatta, - Jeju, - Kota Kinabalu, - Kunming-Changshui, - Lanzhou, - Lianyungang-Huaguoshan, - Lijiang, - Liupanshui (zh), - Luoyang, - Luzhou-Yunlong, - Meixian (en), - Melbourne-Tullamarine, - Mohe (zh), - Moscou Chérémétiévo, - Mudanjiang, - Nanchang-Changbei, - Nanchong (en), - Nankin, - Nanning, - Nanyang, - Ningbo, - Ordos Ejin Horo, - Osaka-Kansai, - Phnom Penh, - Phuket, - Qingdao-Jiaodong, - Qinhuangdao Beidaihe, - Qiqihar-Sanjiazi, - Sanya-Phénix, - Séoul-Incheon, - Shanghai-Hongqiao, - Shanghai-Pudong, - Shenyang, - Songyuan Chaganhu (en), - Sydney-K. Smith, - Taïwan-Taoyuan, - Taiyuan-Wusu, - Ürümqi-Diwopu, - Wenzhou-Longwan, - Wuhan, - Wuxi/Suzhou, - Xi'an-Xianyang, - Yan An, - Yancheng, - Yantai, - Rangoun (Yangon), - Yiwu, - Yinchuan Hedong, - Zhangjiajie, - Zhanjiang-Wuchuan, - Zhengzhou, - Zhoushan Putuoshan, - Zunyi (zh) |
| China Southern Airlines opéré par Chongqing Airlines | Chongqing-Jiangbei |
| China United Airlines                                | Pékin-Nanyuan, Fuyang (en), Rizhao Shanzihe (en), Shijiazhuang |
| Donghai Airlines                                     | - Anshun-Huangguoshu (en), - Baotou-Donghe, - Changchun, - Chongqing-Jiangbei, - Dalian-Zhoushuizi, - Darwin, - Dongying (en), - Hailar, - Hải Phòng-Cat Bi, - Handan (zh), - Hangzhou-Xiaoshan, - Harbin Taiping, - Huaihua (zh), - Lanzhou, - Lianyungang-Huaguoshan, - Mandalay, - Nanchang-Changbei, - Nankin, - Nantong Xingdong, - Pattaya U-tapao, - Phú Quốc, - Qingyang (en), - Shiyan Wudangshan (en), - Tianjin Binhai, - Ulan hot, - Wuxi/Suzhou, - Xi'an-Xianyang, - Xingyi (en), - Yinchuan Hedong, - Yiwu, - Zhengzhou |
| Hainan Airlines                                      | - Auckland, - Pékin-Capitale, - Brisbane, - Bruxelles-National, - Cairns, - Chengdu-Shuangliu, - Chiang Mai, - Chiang Rai, - Chongqing-Jiangbei, - Dalian-Zhoushuizi, - Đà Nẵng, - Guiyang, - Haikou, - Hangzhou-Xiaoshan, - Harbin Taiping, - Hohhot, - Jiamusi (en), - Jinan, - Kachgar-Kashi, - Kunming-Changshui, - Lanzhou, - Luang Prabang, - Madrid-Barajas, - Nanchang-Changbei, - Nankin, - Cam Ranh, - Ningbo, - Osaka-Kansai, - Paris-Charles de Gaulle, - Phuket, - Qingdao-Jiaodong, - Sanya-Phénix, - Shanghai-Pudong, - Shenyang, - Sihanoukville, - Taiyuan-Wusu, - Tianjin Binhai, - Tel Aviv - Ben Gourion, - Tongren Fenghuang (en), - Ürümqi-Diwopu, - Vancouver, - Vienne-Schwechat, - Vientiane-Wattay, - Weifang (en), - Wenzhou-Longwan, - Xiamen-Gaoqi, - Xi'an-Xianyang, - Xining-Caojiabao, - Xuzhou-Guanyin, - Zhengzhou, - Zurich |
| Hebei Airlines                                       | Shijiazhuang |
| I-Fly                                                | Saint-Pétersbourg-Poulkovo |
| Juneyao Airlines                                     | Beihai-Fucheng, Lijiang, Sanming (en), Shanghai-Hongqiao, Shanghai-Pudong, Yichang, Yinchuan Hedong |
| Kunming Airlines                                     | Kunming-Changshui |
| Korean Air                                           | Séoul-Incheon |
| Lion Air                                             | Denpasar-Bali, Manado-S. Ratulangi |
| Loong Air                                            | Enshi Xujiaping, Hangzhou-Xiaoshan, Harbin Taiping, Taiyuan-Wusu, Ulanqab Jining (en), Xuzhou-Guanyin, Zunyi (zh) |
| Lucky Air                                            | Kunming-Changshui |
| Okay Airways                                         | Baise Bama, Haikou, Nanning, Tianjin Binhai, Xi'an-Xianyang |
| Philippines AirAsia                                  | Mactan-Cebu, Manille-N. Aquino |
| Scoot                                                | Singapour-Changi |
| Shandong Airlines                                    | Jinan, Qingdao-Jiaodong, Shangrao Sanqingshan, Yantai, Wēihǎi |
| Shanghai Airlines                                    | Shanghai-Hongqiao |
| Shenzhen Airlines                                    | - Bangkok-Suvarnabhumi, - Pékin-Capitale, - Changchun, - Changzhou, - Chengdu-Shuangliu, - Chizhou Jiuhuashan (en), - Chongqing-Jiangbei, - Dalian-Zhoushuizi, - Datong (en), - Haikou, - Hangzhou-Xiaoshan, - Harbin Taiping, - Hefei, - Hohhot, - Jeju, - Jinan, - Jingdezhen, - Kuala Lumpur, - Kunming-Changshui, - Lanzhou, - Lijiang, - Linyi (zh), - Londres-Heathrow, - Mianyang Nanjiao, - Nanchang-Changbei, - Nankin, - Nanning, - Nantong Xingdong, - Osaka-Kansai, - Panzhihua, - Penang, - Phnom Penh, - Phuket, - Qingdao-Jiaodong, - Quanzhou Jinjiang, - Quzhou (en), - Sanya-Phénix, - Séoul-Incheon, - Shanghai-Hongqiao, - Shanghai-Pudong, - Shenyang, - Shijiazhuang, - Singapour-Changi, - Taïwan-Taoyuan, - Taiyuan-Wusu, - Taizhou (Zhejiang) (en), - Tengchong Tuofeng (en), - Tianjin Binhai, - Tokyo-Narita, - Ürümqi-Diwopu, - Wanzhou-Wuqiao, - Wenzhou-Longwan, - Wuhan, - Wuxi/Suzhou, - Xi'an-Xianyang, - Xiangyang-Luiji, - Xining-Caojiabao, - Taizhou (Jiangsu) (en), - Yantai, - Yibin Wuliangye (en), - Yichang, - Yichun-Mingyueshan, - Yinchuan Hedong, - Yuncheng, - Zhanjiang-Wuchuan, - Zhaotong, - Zhengzhou, - Zunyi (zh) |
| Sichuan Airlines                                     | Chengdu-Shuangliu, Chongqing-Jiangbei, Nyingchi (zh), Xi'an-Xianyang, Xichang (en) |
| SilkAir                                              | Singapour-Changi |
| Spring Airlines                                      | Changchun, Chongqing-Jiangbei, Harbin Taiping, Huai'an, Lanzhou, Nanchang-Changbei, Phnom Penh, Shanghai-Hongqiao, Shaoyang (en), Shenyang, Shijiazhuang, Tianjin Binhai, Xi'an-Xianyang, Yancheng, Zhangjiakou Ningyuan (en), Zhengzhou, Zunyi (zh) |
| Suparna Airlines                                     | Chifeng, Hailar, Hohhot, Jinan, Lanzhou, Ningbo |
| Thai AirAsia                                         | Bangkok-Don Muang |
| Thai Lion Air                                        | Bangkok-Don Muang |
| Tibet Airlines                                       | Chengdu-Shuangliu, Chongqing-Jiangbei, Dazhou Heshi (en), Lhassa-Gonggar, Mianyang Nanjiao |
| Uni Air                                              | Taichung, Taïwan-Taoyuan |
| West Air                                             | Chongqing-Jiangbei, Jinan, Nankin, Zhengzhou |
| XiamenAir                                            | Pékin-Capitale, Changchun, Chongqing-Jiangbei, Fuzhou-Chánglè, Hangzhou-Xiaoshan, Harbin Taiping , Shanghai-Hongqiao, Shenyang, Tianjin Binhai |

Édité le 11/01/2019

## Galerie

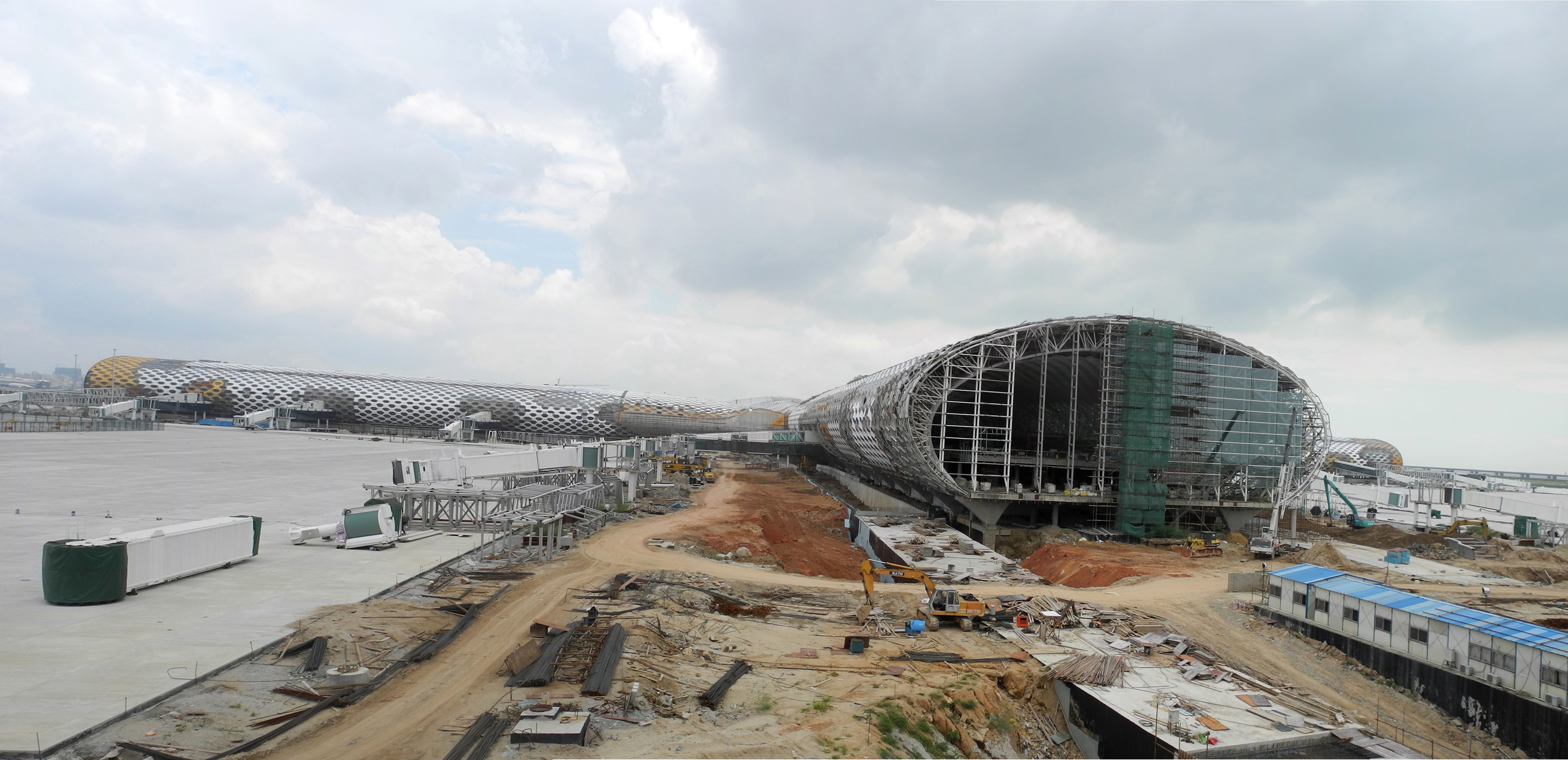
Site de construction du terminal, septembre 2012
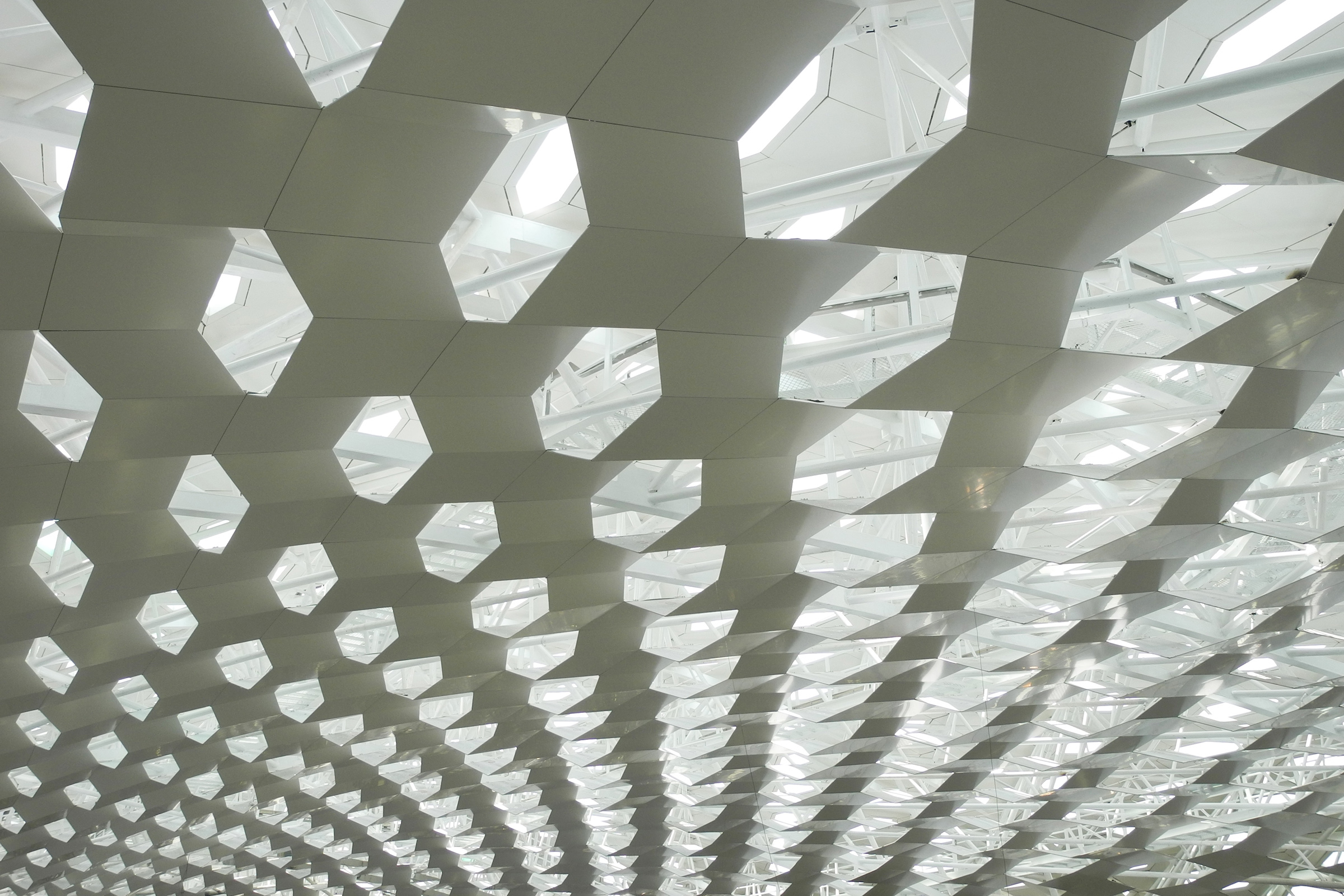
Site de construction du terminal septembre 2012
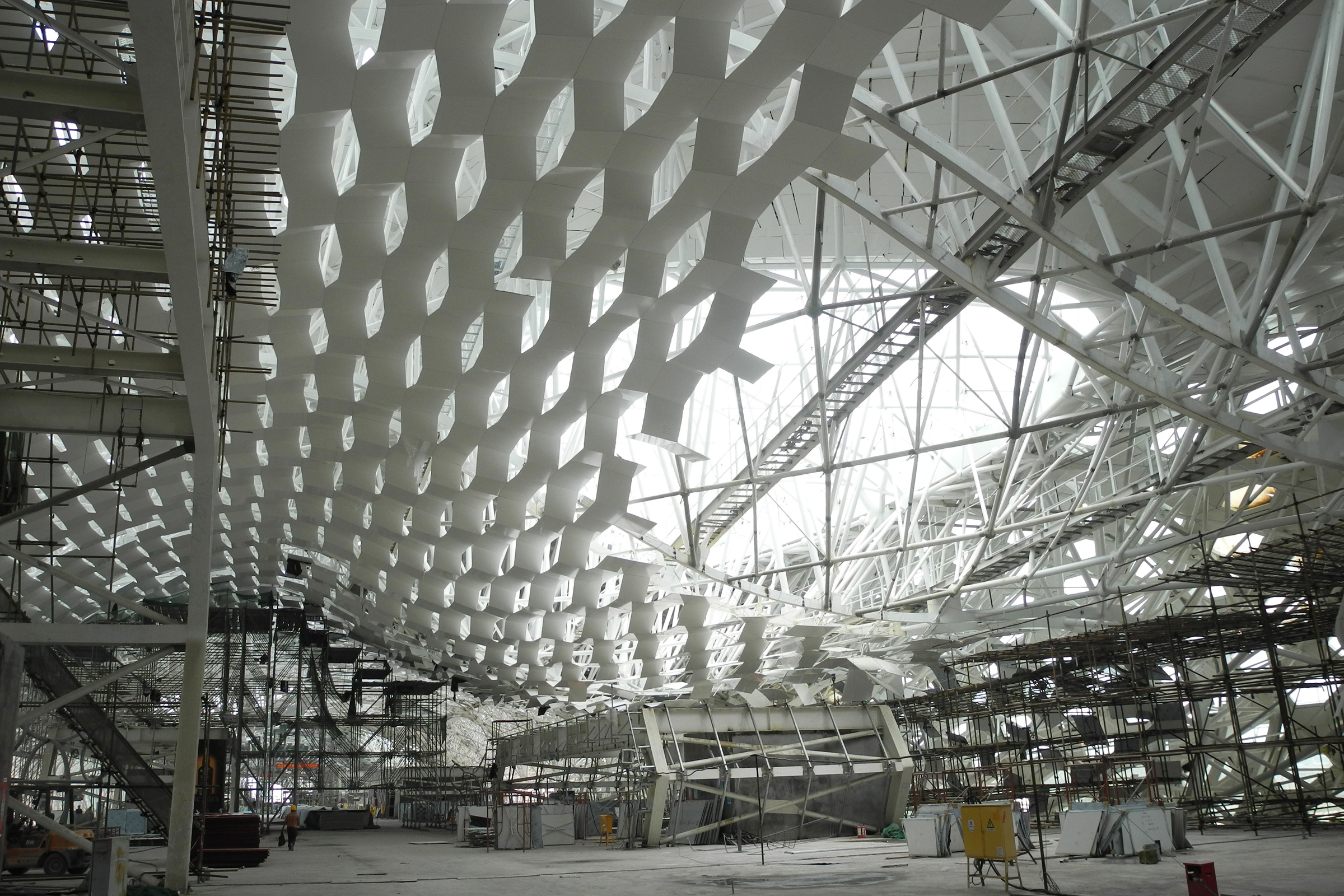
Site de construction du terminal septembre 2012
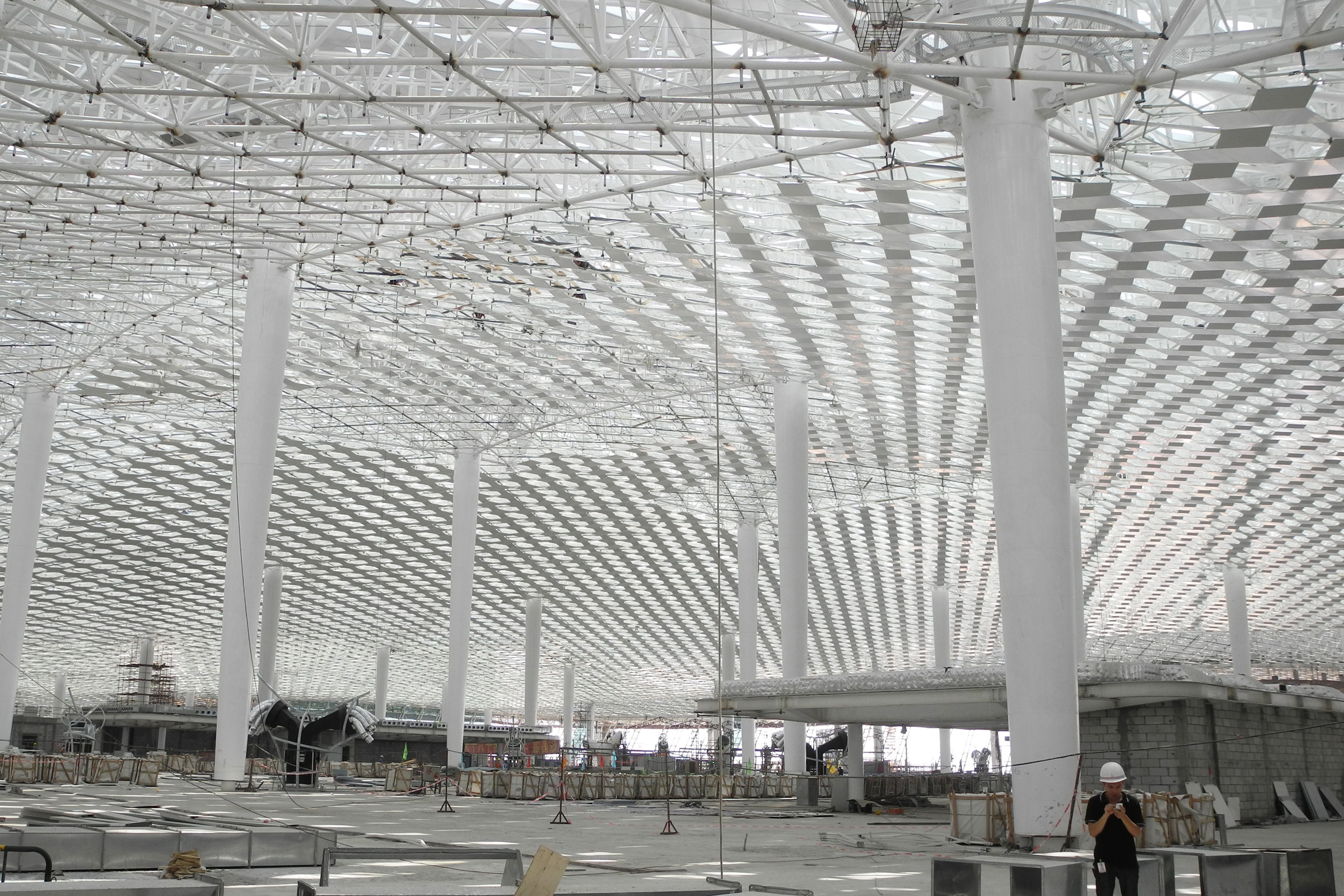
Site de construction du terminal septembre 2012
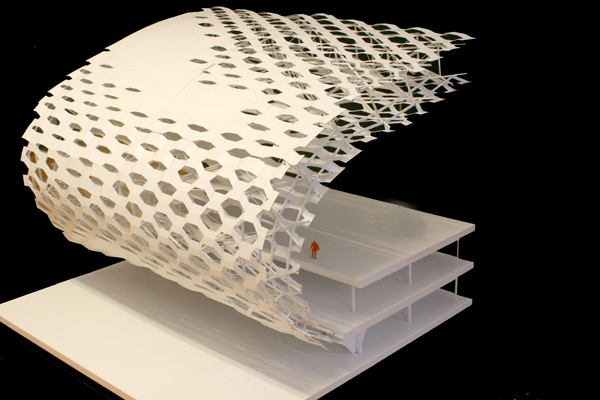
Maquette de la façade
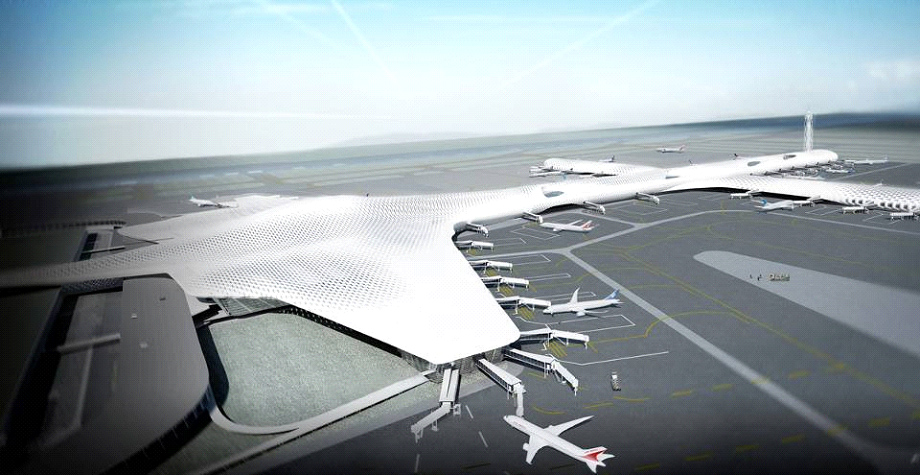
Vue numérique du futur terminal 3 Shenzhen International Airport